# Klára Fried-Bánfalvi
Klára Fried-Bánfalvi   (Budapest, 9 de maig de 1931 - Viena, 15 de juliol de 2009) fou una piragüista hongaresa, especialista en aigües tranquil·les, que va competir entre finals de la dècada de 1940 i començaments de la de 1960.
El 1948 va prendre part en els Jocs Olímpics d'Estiu de Londres, on fou quarta en la prova del K-1, 500 metres del programa de piragüisme. No fou fins al 1960, a Roma, quan va disputar els seus segons Jocs. En aquesta ocasió disputà dues proves del programa de piragüisme. Guanyà la medalla de bronze en la prova del K-2, 500 metres, fent parella amb Vilma Egresi, mentre en el K-1, 500 metres fou cinquena.
En el seu palmarès també destaca una medalla d'or al Campionat del Món de piragüisme en aigües tranquil·les de 1954 i dues medalles de bronze al Campionat d'Europa de piragüisme, el 1959 i 1961. A nivell nacional guanyà trenta-sis campionats hongaresos. El 1968 es va traslladar a Àustria.